# Veronica ionantha
Veronica ionantha är en grobladsväxtart som beskrevs av Albach. Veronica ionantha ingår i släktet veronikor, och familjen grobladsväxter. Inga underarter finns listade i Catalogue of Life.